# Plebicula azagra
Plebicula azagra är en fjärilsart som beskrevs av Sheldon 1913. Plebicula azagra ingår i släktet Plebicula och familjen juvelvingar. Inga underarter finns listade i Catalogue of Life.